# Homa Hosseini
Homa Hosseini (persisch هما حسینی; * 22. Dezember 1988 in Kermānschāh) ist eine ehemalige iranische Ruderin.
Bei den Olympischen Sommerspielen 2008 in Peking ist Hosseini eine von vier weiblichen iranischen Teilnehmerinnen und gleichzeitig die erste weibliche iranische Ruderin bei Olympischen Spielen überhaupt. Bei den Sommerspielen in Peking startete sie im Einer und belegte den 26. Platz in dieser Bootsklasse. Während der Eröffnungszeremonie war Homa Hosseini die Flaggenträgerin des Iran.
2009 war sie 16. im Einer bei den U23-Weltmeisterschaften.